# Кэракан, Джем
Джем Кэраджан (тур. Cem Karacan, англ. Jem Karacan; 21 февраля 1989, Лондон) — турецкий футболист, полузащитник клуба «Сентрал Кост Маринерс».

## Клубная карьера
Кэракан родился 21 февраля 1989 года в Лондоне от отца-турка и матери-англичанки. В возрасте от семи до четырнадцати лет тренировался в юношеской академии «Уимблдона», пока клуб не переехал в Милтон-Кинс. Ему поступило предложение продолжить обучение в клубе его отца «Галатасарае», но юный игрок отказался, так как не знал турецкого языка и боялся возможных языковых проблем. Вместо этого он присоединился к клубу «Рединг».
6 июля 2007 года подписал двухлетний контракт с «Редингом» и дебютировал за клуб 26 августа в матче против «Лутон Тауна». Однако игрок не сумел закрепиться в составе и был отдан в аренду в «Борнмут», выступавший в Первой футбольной лиге Англии. Первоначально аренда была рассчитана на один месяц, но затем продлена ещё на полгода, до января 2008. В составе «Борнмута» он выходил в стартовом составе и дважды сумел отличиться. Вторую половину сезона 2007/08 Кэракан вновь провёл в аренде, на этот раз в другом клубе Первой футбольной лиги «Миллуолле», за который он провёл всего 7 матчей.
Сезон 2008/09 Кэракан начал в «Рединге», преимущественно выходя на замену. Первый официальный гол за клуб забил 26 августа 2008 года в ворота «Лутон Тауна» в матче за кубок футбольной лиги. К концу сезона в связи с травмами Джеймса Харпера и Марека Матейовского начал появляться в стартовом составе. В октябре 2008 подписал с клубом новый контракт на два с половиной года. 20 августа 2011 года провёл свой сотый матч в футболке «Рединга». Однако 6 апреля в матче с «Лидс Юнайтед» Кэракан сломал лодыжку после жёсткого столкновения с полузащитником противника Майклом Брауном. На этом сезон для молодого игрока завершился. Вновь на поле он появился уже в Премьер-лиге — 22 августа он вышел на поле в стартовом составе на матч против «Челси», который «Рединг» проиграл 4:2, а Кэракан был заменён на 71 минуте.

## Международная карьера
Кэракан представлял различные молодёжные сборные Турции и даже был капитаном. Однако за основную сборную Турции не дебютировал и, благодаря двойному гражданству, имеет право играть за сборную Англии.

## Достижения
«Рединг»
- Победитель Чемпионата футбольной лиги Англии : 2011/12

«Галатасарай»
- Обладатель Суперкубка Турции: 2015

## Статистика выступлений
По состоянию на 16 сентября 2012.
| Клуб              | Сезон            | Лига  | Лига | Кубок Англии | Кубок Англии | Кубок лиги | Кубок лиги | Всего | Всего |
| Клуб              | Сезон            | Матчи | Голы | Матчи        | Голы         | Матчи      | Голы       | Матчи | Голы  |
| ----------------- | ---------------- | ----- | ---- | ------------ | ------------ | ---------- | ---------- | ----- | ----- |
| Рединг            | 2007/08          | 0     | 0    | 0            | 0            | 0          | 0          | 0     | 0     |
| Борнмут (аренда)  | 2007/08          | 13    | 1    | 3            | 1            | 0          | 0          | 16    | 2     |
| Миллуолл (аренда) | 2007/08          | 7     | 0    | 0            | 0            | 0          | 0          | 7     | 0     |
| Рединг            | 2008/09          | 15    | 1    | 1            | 0            | 1          | 1          | 17    | 2     |
| Рединг            | 2009/10          | 24    | 0    | 4            | 0            | 0          | 0          | 31    | 0     |
| Рединг            | 2010/11          | 42    | 3    | 3            | 0            | 2          | 0          | 48    | 3     |
| Рединг            | 2011/12          | 37    | 3    | 0            | 0            | 0          | 0          | 37    | 3     |
| Рединг            | 2012/13          | 5     | 0    | 0            | 0            | 2          | 0          | 2     | 0     |
| Рединг            | Всего            | 123   | 7    | 8            | 0            | 3          | 1          | 135   | 7     |
| Всего за карьеру  | Всего за карьеру | 141   | 8    | 11           | 1            | 3          | 1          | 158   | 9     |